# Clearstream, l'enquête

Clearstream : l'enquête, publié par les éditions Les Arènes en 2006, est un livre du journaliste Denis Robert consacré à l'affaire Clearstream 2 et à ses différents protagonistes (Imad Lahoud, Jean-Louis Gergorin, etc.). Le livre se révèle accablant pour Imad Lahoud, en garde à vue à la DNIF lors de la sortie de l'ouvrage. Il y est en effet désigné comme l'auteur, au moins technique, des faux listings. 

## Les différents apports du livre
- Les signatures informatiques figurant sur le CD-Rom trafiqué envoyé au juge Renaud Van Ruymbeke sont les mêmes que celles figurant sur les nombreux courriels qu'Imad Lahoud envoyait à Denis Robert les mois précédents.

- Le livre révèle également l'existence de Florian Bourges, un ancien auditeur du cabinet Arthur Andersen ayant audité la firme Clearstream après la sortie du livre Révélation$.

- Denis Robert y démontre également que plusieurs notes censées crédibiliser les comptes occultes Clearstream et probablement transmises à Dominique de Villepin ont été rédigées sur les ordinateurs d'Imad Lahoud et de son supérieur hiérarchique chez EADS, Jean-Louis Gergorin, déjà mis en examen dans l'affaire Clearstream 2.

- En particulier, une note intitulée "DDV" (initiales de Dominique de Villepin) a été envoyée à Denis Robert par Imad Lahoud et provient de l'ordinateur de Jean-Louis Gergorin. Elle contient des explications techniques que l'on retrouve dans la première lettre du corbeau. Cette note, publiée en fac-similé dans le livre, a été vraisemblablement rédigée à l'attention de Dominique de Villepin autour du 4 janvier 2004 (après le 1er janvier 2004, date de la rencontre entre Jean-Louis Gergorin et Dominique de Villepin en tête à tête, et avant le 9 janvier 2004, date de la réunion entre  Jean-Louis Gergorin, Dominique de Villepin et le général Philippe Rondot au Quai d'Orsay (voir Chronologie de l'affaire Clearstream 2).

## Polémiques
Avant la sortie du livre, Dominique de Villepin a fait parvenir à Denis Robert et son éditeur Laurent Beccaria (Les Arènes) par un motard de Matignon un pli spécial les menaçant, comme le rapporte Le Monde du 19 juin 2006.
Sa parution a été suspendue par un référé du 7 juin 2006 à la demande de Me Olivier Pardo pour atteinte à la présomption d'innocence d'Imad Lahoud, courtier-mathématicien au cœur de l'affaire Clearstream 2. Ce référé a été annulé par la cour d'appel de Paris le 9 juin 2006, mais un second jugement de la cour d'appel a confirmé la suspension de la parution du livre.
Le 19 juin 2006, Dominique de Villepin a porté plainte contre Denis Robert pour Clearstream : l'enquête et contre Jean-Marie Pontaut et Gilles Gaetner, auteurs de Règlements de compte pour l'Élysée. La requête a été adressée au garde des Sceaux Pascal Clément, qui l'a transmise au parquet de Paris.